# Ośrodek dla uchodźców Sandholm
Ośrodek dla uchodźców Sandholm (dun. Sandholmslejren) – duński ośrodek dla uchodźców zlokalizowany w odległości około 25 km od Kopenhagi, na północ od miejscowości Blovstrød (gmina Allerød, Region Stołeczny). Ośrodek dzieli się na część otwartą (azylanci) i zamkniętą (imigranci). Część zamknięta jest jedyną taką instytucją w Danii i jest zarządzana przez Ministerstwo Sprawiedliwości.

## Historia
Na ośrodek składają się baraki zbudowane w początku XX wieku według projektu architekta Viggo Thalbitzera. W latach 1945–1985 były one miejsce stacjonowania Gwardii Królewskiej. 1 października 1989 obiekty przejęła służba więzienna celem kwaterowania w nich uchodźców. Służba więzienna zarządzała obozem do 2005, potem zakupił je duński Czerwony Krzyż.
W 2002 Europejski Komitet ds. Zapobiegania Torturom oraz Nieludzkiemu lub Poniżającemu Traktowaniu wyraził niepokój w związku z przetrzymywaniem w obozie osób bez procesu. Duńskie władze wyjaśniły wówczas sytuację podkreślając, że problem ten dotyczył przepustowości ośrodka. 

## Zakres działania
Do obozu trafiają cudzoziemcy, którzy w Danii złożyli wniosek o status uchodźcy (w praktyce przebywają w nim przez czas znacznie dłuższy, niż wymagany przepisami o rozpatrywanie takiego wniosku), przed przemieszczeniem do innych obozów na terenie kraju. Jest to najstarszy i największy ośrodek dla uchodźców w Danii – pomieścić może do 500 osób (w 2010, a więc przed największym kryzysem migracyjnym, mieścił 450 mieszkańców z pięćdziesięciu krajów świata). Funkcje poszczególnych budynków są zróżnicowane, część przeznaczona jest dla rodzin, część dla osób samotnych. Na terenie obozu funkcjonują też obiekty użyteczności publicznej – stołówka, pralnia, kawiarnia, przychodnia lekarska, pomieszczenia internetowe i telefony. Funkcje aktywizujące mieszkańców pełnią m.in. szwalnia, czy warsztat rowerowy.